# Nelly Thüringová
Nelly Maria Thüringová (nepřechýleně Nelly Thüring; 21. června 1875, Vankiva – 2. ledna 1972, Enskede), byla švédská fotografka a politička (sociální demokratka). Byla jednou z prvních pěti žen zvolených do švédského parlamentu v roce 1921.

## Životopis
Thüringová se narodila jako dcera farmáře Nils Nilsson a Pernilla Persdotter ve Vankiva ve Švédsku dne 21. června 1875. V roce 1903 se provdala za redaktora Johana Göranssona a v roce 1917 se s ním rozvedla. Když se začala věnovat fotografování, přijala jméno Thüringová.
V letech 1890-1896 byla prodavačkou a v letech 1896-1933 fotografkou. V roce 1900 otevřela fotoateliér v Lundu. V roce 1920 prodala studio, aby se mohla soustředit pouze na svou politickou kariéru.
Byla členkou městské rady Göteborgu v letech 1917-1920. V roce 1921 se stala jednou z pěti prvních žen, které byly zvoleny do švédského parlamentu poté, co se ženy mohly účastnit voleb.  Byla zvolena po boku Agdy Östlundové (sociální demokratka), Berthy Wellinové (konzervativkyně) a Elisabeth Tammové (liberální) do dolní komory a Kerstin Hesselgrenové do horní komory.
Nelly Thüringová se jako poslankyně zaměřovala na otázky mezinárodní spolupráce a pracovních podmínek vězeňského personálu a spolupracovala s dalšími poslankyněmi na otázkách nekonfesní školy, péče o děti a mateřství a sexuální výchovy.  Během debat byla označena za bystrou a vtipnou a proti návrhu na genderové označení volebních zákonů se postavila s poznámkou, že pokud se tak stane, založí ženskou stranu.  Ve dvacátých letech 20. století bylo některými považováno za kontroverzní, když žena oslovovala sexuální problémy na veřejnosti smíšenému publiku pohlaví, a zpočátku, když se takové případy vyskytly, bylo zaznamenáno, že někteří z mužských poslanců na protest opustili komoru.  V roce 1928 se rozhodla opustit své křeslo, protože ji příliš nebavily formy parlamentní práce, které jí připadaly dlouhé a únavné, a dala přednost agitaci (tj. politické práci prostřednictvím turné, vystoupení a prostřednictvím politických a společenských organizací). 
V letech 1924-1928 byla členkou ústředního výboru sociálních demokratek a v letech 1926-1928 předsedkyní Klubu sociálních demokratek v Enskede.
Thüringová zemřela 2. ledna 1972 ve Stockholmu. 